# Herzog Ernst
Herzog Ernst (von Baiern) ist der sagenhafte Held sowie der Titel eines mittelhochdeutschen Versromans (in älterer Forschung oft auch als sogenannte Spielmannsdichtung bezeichnet) des Hochmittelalters, der vermutlich um 1180 von einem rheinischen Dichter verfasst wurde.

## Historischer Hintergrund
Den historischen Hintergrund des Werkes, das auf einer lateinischen Quelle beruht, bildet (neben anderen Ereignissen) der Aufstand des Herzogs Ernst II. von Schwaben gegen seinen Stiefvater Kaiser Konrad II. 1030. Seine zahlreichen Bearbeitungen insbesondere als späteres sogenanntes Volksbuch verdankte es sowohl den Schilderungen der Abenteuer seines Helden in einem fabulösen Orient, der auf eine Vielzahl an Quellen verweist, als auch seinen stets aktuell deutbaren politischen Hintergrund: dem problematischen Verhältnis von Fürsten und Königen, von Landes- und Zentralgewalt. Auffällig ist auch die komplexe Verschränkung verschiedener Erzählmuster, die der Dichter geschickt kombiniert, angelegt vor allem in der Verschränkung von Reichsgeschichte (Aufstand Herzog Ernsts bzw. Taten nach der Rückkehr) und Orientgeschichte (Bewährung in der Fremde). In der Orientgeschichte begegnen Motive und Szenen, die z. B. aus der Geschichte des heiligen Brendan und aus 1001 Nacht (Sindbad der Seefahrer) bekannt sind oder mittelalterliches Wissen aus Enzyklopädien und antiken Weltbeschreibungen nutzen. Insbesondere die Darstellung der monstra, also der körperlich deformierten Wunderwesen des Orients, wie sie z. B. auf der Ebstorfer Weltkarte dargestellt sind, und der miracula des „Ostens“, z. B. des Magnetbergs, der goldgrabenden Ameisen, aber auch der Pygmäen, faszinierte so sehr, dass sich eine reiche Tradition der Überlieferung bildete.
Von der ursprünglichen Fassung des Herzog Ernst (A) sind nur zwei Bruchstücke überliefert, die von Karl Bartsch 1869 herausgegeben wurden. Zwei vollständige Handschriften (B) stammen aus dem 15. Jahrhundert, der Text dürfte zu Beginn des 13. Jhs. entstanden sein. Bemerkenswert noch die Fassung Herzog Ernst (D), die Ulrich von Etzenbach zugeschrieben wurde. An ihr ist die stilistische und inhaltliche Vorgehensweise einer hochhöfischen Bearbeitung im Verhältnis zum Herzog Ernst B gut ablesbar.
Wie so oft lassen auch hier Textgenese und Überlieferungszusammenhang mittelalterlicher Literatur keine einfache Zuordnung zu einer bestimmten Epoche, gar einem Jahrzehnt zu. Literarische Texte in dieser Zeit sind denn eher als „work in progress“ zu fassen, deren Gestalt und Deutungshorizont mit der Überlieferungslage, den Abschriften, Übersetzungen, Drucken etc. je neu zu bestimmen ist.
Lateinische Übersetzungen liegen aus dem 13. Jahrhundert vor: Eine Fassung (Ernestus) in Hexametern des Dichters Odo von Magdeburg, welche von Magdeburger Erzbischof Albrecht II. von Kefernburg in Auftrag gegeben worden war, und zwei Prosafassungen. Die lateinische Prosafassung C bildete die Vorlage für die sogenannte Volksbuch-Tradition. Die erste Fassung entstand wohl im 15. Jahrhundert in Augsburg (Erstdruck: Anton Sorg, Augsburg 1476). Eine weitere gekürzte Fassung wurde dann bis ins 19. Jahrhundert überliefert. Auch eine „Liedfassung“ im Bernerton, die fast ausschließlich die Abenteuer im Orient zum Gegenstand hat, wird – ursprünglich noch im 14. Jahrhundert entstanden – als gedrucktes „Volksbuch“ überliefert.
An dieser breiten Bearbeitungs- und Überlieferungslage lassen sich wesentliche Veränderungen im Erzähler- und Leserinteresse, ja in der Soziologie des Publikums selbst vom Hoch- über das Spätmittelalter zur Frühen Neuzeit verfolgen.
1817 griff Ludwig Uhland in seiner Tragödie Herzog Ernst von Schwaben auf den Stoff zurück, ebenso Peter Hacks in dem Stück Das Volksbuch von Herzog Ernst oder Der Held und sein Gefolge (1956).
Bemerkenswert durch zeichnerische Umsetzung und gestalterische Dichte ist auch die Adaption des Herzog Ernst als Animationsfilm Herzog Ernst von Lutz Dammbeck aus dem Jahr 1993.

## Aufbau und Motive (Fassung B)
Der Versroman ist grob in drei Abschnitte zu zerlegen:
- Aufstieg und Fall im eigenen Land → Flucht aus dem Land (als Kreuzzug)
- Abenteuer an der Grenze (Bewährung; Versündigung) → Buße
- Abenteuer in der Fremde (Bewährung und Wiedererlangung von Ansehen) → neuer Kreuzzug, Rückkehr

Die Themenfelder von ere (Ansehen) und triuwe sowie verhaltensorientierte Konzepte rund um ritterliche Gewalt, aber auch Erfahrung und Reflexion des Eigenen und Fremden vermitteln dem Text und in begrenztem Umfang auch der Ernst-Figur selbst narrative und strukturelle Tiefe. Die oft als prägend gesehenen figuralen und narrativen Motivationselemente des Kreuzzugsritters und weitere Bezüge zu theologischen Konzepten, die den Text durchziehen, bilden jedoch nur eine, wenn auch eventuell auktorial führende Bedeutungsebene des Textes aus.
Der im Spannungsfeld zwischen höfischem Versroman, Reiseliteratur und ethnographischem Diskurs situierte Text kombiniert und restrukturiert höchst divergente Wissens- und Erzählelemente, deren „innere Dialogizität“ (Bachtin) die einfachere Schematik etwa eines Kreuzzugsepos aufbricht.

### Im eigenen Land
Der bayrische Herzog Ernst wird bereits im Prolog als guoten knehte (V. 3) und vorbildliche Herrscherpersönlichkeit eingeführt. Durch seine Herkunft, seine standesgemäße Ausbildung und seine Tugenden entspricht er dem idealen höfischen Vorbild. Ernst lernte Italienisch und Latein (V. 70f), verbrachte einige „Studienjahre“ im Ausland (V. 72–77) und empfing schließlich die Schwertleite (V. 118f). Diese verpflichtet auf einen Waffengebrauch zur Verteidigung der Kirche, des christlichen Glaubens und zum Schutz von Witwen und Waisen, sie lieferte eine religiös-ethische Begründung des Waffengebrauchs. Ernst hat sich auf dem Gebiet der Bildung und der körperlichen Beherrschung Ansehen erworben (V. 78, 84f, V. 93 sowie V142ff). Ebenso mehrte er sein Ansehen (ere) durch bereitwilliges Geben (milte) (V 152f–158) [f6].
Pfalzgraf Heinrich verleumdet Ernst bei Kaiser Otto und argumentiert mit der ere des Kaisers. Viermal erscheint das Wort in Heinrichs erster Rede (V. 680–716). Der Kaiser weist diese Anschuldigungen mit dem Verweis auf die triuwe zurück. Viermal taucht dieses Wort in seiner Gegenrede (V. 718–743) auf. In Heinrichs zweiter Rede (V. 749–796) erscheinen beide Begriffe je dreimal, und diesmal kann er Otto überzeugen, der  einen Feldzug gegen Ernst beginnt. Ernst greift erst zur Gewalt, als die Möglichkeiten der Rede ausgeschöpft sind. Er tötet den verleumdenden Pfalzgrafen, der Kaiser kann einem Tötungsversuch entkommen. Eine Racherede Ernsts (V. 1294–1315) verdeutlicht seine Motivation und Argumentation. Demnach machte sich der Kaiser schuldig, einem ungetriuwen rât zu folgen. Der Gewaltverzicht geht stets von Ernst aus (er will schlichten, schlägt die Aufgabe Regensburgs vor, verlässt das Land des Krieges). Wenn er Gewalt ausübt, geschieht es bewusst und zielgerichtet.
Nach der Heirat seiner Mutter mit Kaiser Otto erhält Ernst nicht nur reichlich Lehen und Güter, sondern wird auch zum wichtigsten Berater und Mitregenten des Kaisers. Ferner besteht zwischen Otto und Ernst aber auch eine gefühlsmäßige Bindung, eine innige Vater-Sohn-Beziehung, in der Otto seinen Stiefsohn als ein einigez kint (V. 610) behandelt. Immer wieder betont der Erzähler die jahrelange harmonische Verbindung zwischen Ernst und dem Kaiser, dem imperialen Herrscher und seinem Vasallen, die die Voraussetzung für die Stabilität der Herrschaftsordnung im rîche ist. Doch Ernsts Aufstieg löst den Neid des Pfalzgrafen Heinrich, des Neffen des Kaisers, aus. Durch eine Intrige, bei der dieser behauptet, Ernst wolle den Kaiser stürzen, gelingt es ihm, die Bindung Ottos an seinen Stiefsohn zu zerstören. Trotz anfänglicher Zweifel, glaubt Otto schließlich den Verleumdungen Heinrichs, entzieht Ernst die Huld und lässt den Pfalzgrafen einen Kriegszug gegen Bayern durchführen, gegen den sich Ernst, auf Anraten seines engsten Vertrauten und Ratgebers Wetzel, nicht zur Wehr setzt. Sowohl die Vermittlungsversuche seiner Mutter als auch die der Fürstengemeinschaft scheitern. Der Kaiser bleibt unnachgiebig und verwehrt Ernst auch die Möglichkeit, sich vor einem öffentlichen Gericht zu verteidigen. Ernst beschließt, sich zu rächen und greift zur Selbstjustiz, indem er einen Mordanschlag auf Heinrich und den Kaiser verübt, dem Otto nur knapp entkommen kann. Nach dem Mord an Heinrich und dem Attentat auf den Kaiser in dessen Kemenate ist eine friedliche Konfliktlösung ist nicht mehr möglich. Der Kaiser verhängt die Reichsacht, und auch die Fürsten distanzieren sich nun von Ernst und beschließen, ihm sein Lehen und sein Erbe abzuerkennen. Im nun entbrennenden sechsjährigen Reichskrieg kann sich Ernst zunächst im Kampf gegen das Reichsheer bewähren, doch als seine materiellen Mittel durch den Krieg verbraucht sind, gibt er den Widerstand gegen das rîche auf und beschließt, auf Kreuzzug zu gehen.

### An der Grenze
In Grippia wollen Ernst und seine Mannen nur Mundraub begehen. Ein minder schweres Vergehen, was durch die Ausdrücklichkeit des Ausschlusses anderer Vergehen auch positiv konnotiert wird (V. 2400ff). Erst bei einer zweiten Stadtbegehung macht sich Ernst mehrerer Vergehen schuldig: Curiositas, Superbia und Hausfriedensbruch. Ernsts und Wetzels Gewaltanwendung gegen die Grippianer rechtfertigen sie mit der Rache, zu der sie sich verpflichtet fühlen (V. 3438). Sie übernehmen damit die Aufgabe des Clans der indischen Prinzessin, ihr Unglück zu rächen.
Auffallend ist, dass die Kämpfe gegen die Grippianer ausführlicher geschildert werden als sonstige Gewalt davor oder danach im Text (etwa V. 3605–3839). Die unterschiedliche Bewaffnung der Kreuzzügler und Grippianer verletzt das Ehrgefühl der Ritter, die es gewohnt sind, direkt Mann gegen Mann zu kämpfen, während Kämpfen aus der Entfernung (mit Pfeil und Bogen) wenig ruhmreich ist. Ernsts Rede zur Motivation seiner Mannen (V. 3735–3776) zieht direkt den Bogen vom Tod zum Himmelreich (V. 3744f). Aus der Flucht in Sorge um das eigene Leben ist ein tatsächlicher Kreuzzug geworden, wie auch die die Erzählmechanik überhöhenden Bezugnahmen auf Gott unterstreichen. Die Gerechtigkeit der Gewaltanwendung wird somit durch Gottes Willen legitimiert.
Nach der Abreise aus Grippia erscheinen häufig die Wörter buoze („Buße“), und sünde (z. B. V. 3888f, V. 3940–3944, V. 3970ff, V.4095). Bei der Weiterreise erschlagen durch den list (V. 4344) Ernst bzw. seine Männer die jungen Greifen nicht (V. 4342). Der Gewaltverzicht wird jedoch weniger mit seinem guten Wesen als vielmehr mit „kluger Überlegung“ erklärt.

### In der Fremde
Nach seiner Ankunft in Arimaspi begegnet Ernst den Einwohnern neutral, ihm erscheint ihre Einäugigkeit nicht weiter bemerkenswert, er achtet sie mit christlicher Demut als Gottes Geschöpfe. Seine Einstellung gegenüber den fremden Kreaturen ist nicht von superbia geprägt wie noch in Grippia. Er erwirbt Ansehen und erhält schließlich ein Lehen, fügt sich damit erneut in die feudale Gesellschaft in mittlerer Position ein. Durch ritterliches Reiten (V. 4611) gewinnt er den König für sich und erhält von diesem für sich und seine Männer eine umfassende Versorgung. Ernst genießt bald gutes Ansehen beim König, der ihm „mit triuwen herzeclîchen holt“ (V. 4663) ist.
Zum Schutze seines Landes besiegt er die Plattfüße, die „Oren“ und die Kanaan (Riesen). Auch unterstützt er die Prechami im Kampf gegen die sie bedrohenden Kraniche. Ernst verzichtet jedoch auf die angebotene Herrschaft im Lande Prechami. Wie zu Anfang beschränkt er sich bei der Gewaltausübung auf das Notwendige, genauso wie der Text: Die Platthuf-Kämpfe dauern 57 Verse, ab V. 4689; gegen die Oren kämpfte er 40 Verse lang, ab V. 4850; gegen die Kraniche in Prechami 17 Verse, ab V. 4965; gegen die Kanaan 31 Verse, ab V. 5201.
Die Figurationen des Fremden nimmt Ernst gelassen zur Kenntnis. Für das Publikum ist anzunehmen, dass seltsame Wesen in fernen Gegenden als gegeben angesehen wurden. Zahlreiche Texte und Berichte (die damals als Reiseberichte galten, heute jedoch der fantastischen Literatur zugeordnet würden) ließ die Existenz von Fabelwesen selbstverständlich erscheinen. Das Fremde ist immer vor der Folie des Bekannten zu sehen: Die Gesellschaftsstruktur gleicht der in Deutschland (feudal), die Wesen gleichen Menschen (nur eben mit besonders betonter anatomischer Abweichung).
Die Erzählung beginnt im Okzident und führt dann über in einen mit fantastischen Kulturen und Kreaturen bevölkerten Orient.

### Nebenfiguren
- Graf Wetzel
  - als einzige Figur (neben Ernst) im ganzen Text vorhanden
  - freundschaftlicher Vasall (concilium et auxilium) Ernsts
  - in Ernsts Missachten von Wetzels consilium (Rat) zeigt sich Ernsts Schwäche
  - quasi figürliches Gewissen, das dem Publikum Ernsts Handlungen moralisch zu bewerten hilft (bzw. die Position/Haltung des Textes verdeutlicht)
- Pfalzgraf Heinrich
  - Gegenbild zum edlen, ehrvollen Ernst (er verleumdet ohne Grundlage und nur aus Neid (V. 658-661) „als imz der tiufel riet“ (V. 650) den Herzog)
- Kaiser Otto
  - zunächst als Idealherrscher präsentiert (V. 175-228)
  - geblendet durch Heinrichs Verrat verliert er positive Zeichnung und mutiert vom rex iustus zum rex iniustus
  - erst im Akt des Verzeihens (V. 5932ff) spricht er das erste Mal seit der Verleumdung mit Ernst
  - demonstriert die Abhängigkeit eines Herrschers von seinen Beratern (Vasallen) (analog zu Ernsts Missachtung von Wetzels Ratschlag)
- König von Grippia
  - Ernst tötet diesen in dessen Kemenate (sinnbildliches Nachholen der missglückten Tötung Ottos)
  - Racheschwur quasi erfüllt, da auch dieser Herrscher Unglück über Menschen brachte (hier über Indien, dessen König er tötete und Tochter er raubte)

Ernst bewährt sich als Vasall und Lehnsherr im eigenen und fremden Land. Anfangs ist er der ere verpflichtet und erwirbt sich Ansehen. Nach der Zerstörung der Harmonie des gesellschaftlichen Gefüges erwirbt er sich ere im Kampf vor seinen Begleitern und dem Publikum im zweiten Abschnitt. Auch im gesellschaftlichen Gefüge von Arimaspi kann er sich die ere erwerben. Letztendlich kehrt er nach weiteren Bewährungen im Kampf gegen die Heiden wieder heim, um dort, mit zusätzlicher ere versehen, seine alte Stellung wieder einzunehmen. Ernst gerät unverschuldet aus der Harmonie in eine Krise. In dieser verhält er sich falsch und macht sich dadurch mitschuldig, was er in einer Bewährungs-, Bußfahrt wieder ausgleichen muss, um schließlich die Harmonie wieder, mit einer neuen Qualität versehen, zu erreichen.
Im ersten und dritten Abschnitt entspricht das Handelns Ernsts im Wesentlichen dem Idealbild eines ritterlichen Vasallen und Lehnsherrn. Im zweiten Abschnitt, in dem er der Ranghöchste ist, ist eher Wetzel als der in einem idealisierten Sinn Handelnde anzusehen.
Der Text literarisiert wesentliche Elemente eines religiösen (christlichen) Motivationszusammenhangs in der Perspektive einer doppelten Legitimation von identitätsstiftender Gewaltförmigkeit ritterlichen „Verhaltens“, wie sie vor allem auch aus der Kreuzzugsepik bekannt sind. Zu Beginne, nach dem fremdverschuldeten Verluste der ere, erklärt Ernst seine Flucht zum Kreuzzug. Nach der Wiedererlangung seiner ere zieht er in einen tatsächlichen Kreuzzug.

## Ausgaben
- Herzog Ernst: In: Karl Simrock: Die deutschen Volksbücher; gesammelt und in ihrer ursprünglichen Echtheit wiederhergestellt. Brönner, Frankfurt a. M. 1845, Bd. 3, S. 269–360 (Digitalisat).
- Karl Bartsch (Hrsg.): Herzog Ernst. Braumüller, Wien 1869 (Digitalisat).
- Bernhard Sowinski (Hrsg. u. Übers.): Herzog Ernst. Ein mittelalterliches Abenteuerbuch, in der mittelhochdeutschen Fassung B nach der Ausgabe von Karl Bartsch mit den Bruchstücken der Fassung A (= Reclams Universal-Bibliothek, Band 8352). Philipp Reclam jun., Stuttgart 1970 u. ö.
- Hans-Friedrich Rosenfeld (Hrsg.), Ulrich von Etzenbach (zugeschrieben): Herzog Ernst (= Altdeutsche Textbibliothek. Nr. 104). Max Niemeyer, Tübingen 1991, ISBN 978-3-484-21204-6 (Fassung D).
- Mathias Herweg (Hrsg. u. Übers.): Herzog Ernst. Mittelhochdeutsch / Neuhochdeutsch. In der Fassung B mit den Fragmenten der Fassungen A, B und Kl nach der Leithandschrift (= Reclams Universal-Bibliothek. Band 19606). Reclam-Verlag, Ditzingen 2019.

## Nacherzählungen
- Deutsche Spielmannserzählungen des Mittelalters, nacherzählt und hrsg. von Gretel und Wolfgang Hecht, Leipzig 1977, S. 57–101 und 215–218.
- Deutsche Volksbücher, I, nacherzählt und hrsg. von Gertrud Bradatsch und Joachim Schmidt, Leipzig 1986, S. 25–64 und 533 f.
- Jenseits des goldenen Nebels. Herzog Ernsts seltsame Abenteuer im Morgenland, neu erzählt von Auguste Lechner, Innsbruck 1965.